# Megan Leavey (film)
Megan Leavey – amerykański film biograficzny z 2017 roku. Film jest opartą na prawdziwych wydarzeniach historią życia żołnierza  marines - Megan Leavey oraz wojskowego psa o imieniu Rex. 

## Treść[2]
Megan Leavey (Kate Mara) wstąpuje do marines. Przechodzi szkolenie z agresywnym psem o imieniu Rex. Wkrótce zaprzyjaźnia się ze zwierzęciem. Oboje trafiają do Iraku, gdzie z sukcesem zajmują się wykrywaniem ładunków wybuchowych.

## Obsada
- Kate Mara - Megan Leavey
- Ramón Rodríguez - kapral Matt Morales
- Tom Felton - sierżant Andrew Dean, weteran tresury psów
- Bradley Whitford - Bob Leavey, ojciec Megan
- Will Patton - Jim Leavey, ojczym Megan
- Sam Keeley - Sills
- Miguel Gomez - Gomez
- Parker Sawyers - żołnierz Marynarki Wojennej
- Common - Martin
- Edie Falco - Jackie, matka Megan